# Paseban (Vii Koto Ilir)
Paseban is een bestuurslaag in het regentschap Tebo van de provincie Jambi, Indonesië. Paseban telt 1675 inwoners (volkstelling 2010).